# Kang Young-mi
Kang Young-mi (koreanisch 강영미; * 1. März 1985 in Incheon) ist eine südkoreanische Degenfechterin.

## Erfolge
Kang Young-mi gab im Februar 2011 ihr internationales Debüt beim Grand-Prix-Turnier in Budapest. Vier Jahre darauf wurde sie in Singapur mit der Mannschaft Asienmeisterin und verteidigte mit ihr diesen Titel auch 2016 in Wuxi. Dort belegte sie im Einzel außerdem den dritten Platz und sicherte sich die Bronzemedaille. Im selben Jahr gab sie in Rio de Janeiro als Teil der südkoreanischen Delegation auch ihr Olympiadebüt. In der Mannschaftskonkurrenz belegten die Südkoreanerinnen nach einer Auftaktniederlage gegen Estland und einem Sieg gegen die Ukraine aufgrund einer abschließenden 18:22-Niederlage gegen die Vereinigten Staaten den sechsten Platz. Im Einzel gelang Kang gegen die Chinesin Sun Yujie mit 15:10 ebenfalls ein Sieg in der ersten Runde. Im Achtelfinale schied sie daraufhin gegen die Ungarin Emese Szász-Kovács mit 11:15 aus.
2017 feierte Kang bei den Asienmeisterschaften in Hongkong ihren bis dato größten Erfolg im Einzel, als sie nach einem Finalerfolg gegen Vivian Kong aus Hongkong Asienmeisterin wurde. Mit der Mannschaft schloss sie den Wettbewerb auf dem zweiten Platz ab. In der darauffolgenden Saison sicherte sich Kang zahlreiche Medaille. Sie wurde in Bangkok bei den Asienmeisterschaften Vizeasienmeisterin im Einzel sowie Dritte im Mannschaftswettbewerb. In letzterem gelang ihr außerdem in Wuxi die einzige Podestplatzierung bei Weltmeisterschaften. Sie vertrat außerdem Südkorea bei den Asienspielen in Jakarta. In der Mannschaftskonkurrenz gelang Kang dabei mit Choi In-jeong, Lee Hye-in und Shin A-lam der Gewinn der Silbermedaille. Noch erfolgreicher verlief für sie die Einzelkonkurrenz: sie erreichte den Kampf um die Goldmedaille, den sie mit 11:7 gegen Sun Yiwen gewann. Die Asienmeisterschaften 2019 in Chiba beendete Kang im Einzel auf Platz drei, während ihr mit der Mannschaft der nunmehr dritte Titelgewinn gelang.
Bei den 2021 ausgetragenen Olympischen Spielen 2020 in Tokio war Kang erneut für zwei Wettbewerbe qualifiziert. Im Einzelwettbewerb schied sie bereits in der ersten Runde gegen die Japanerin Nozomi Satō knapp mit 14:15 aus. In der Mannschaftskonkurrenz bildete Kang mit Choi In-jeong, Song Se-ra und Lee Hye-in ein Team. Mit 38:33 setzten sie sich in der Auftaktrunde gegen die US-amerikanische Équipe durch und zogen nach einem 38:29-Erfolg gegen die chinesische Mannschaft im Halbfinale in den Kampf um den Olympiasieg ein. In diesem trafen die Südkoreanerinnen auf die estnische Mannschaft, denen sie mit 32:36 unterlagen und die Silbermedaille gewannen. Ein Jahr darauf wurde sie in Kairo mit derselben Mannschaft Weltmeisterin. Auch bei den 2023 ausgetragenen Asienspielen 2022 in Hangzhou gewann sie mit der Mannschaft die Goldmedaille.